# 车埠镇
车埠镇，是中华人民共和国湖北省咸寧市赤壁市下辖的一个乡镇级行政单位。

## 行政区划
车埠镇下辖以下地区：
鸡公山村、毕家村、梅湖村、熊家岭村、马坡村、官田村、斗门村、勤俭村、肖桥村、车埠村、黄土村、芙蓉村、枫桥村、白驹村和盘石村。